# وليام هنري سيمان
وليام هنري سيمان (بالإنجليزية: William Henry Seaman)‏ (و. 1842 – 1915 م) هو محامي، وقاضي، وسياسي من الولايات المتحدة الأمريكية.
توفي عن عمر يناهز 73 عاماً.